# A. Murray MacKay Bridge
Die A. Murray MacKay Bridge ist eine von zwei mautpflichtigen Hängebrücken, welche die Provinzhauptstadt von Nova Scotia Halifax mit Dartmouth verbindet. Sie ist nach Alexander Murray MacKay benannt, der von 1951 bis 1971 Vorsitzender der Halifax-Dartmouth Bridge Commission war. Die Kommission war für die Errichtung und ist heute noch für die Unterhaltung dieser und der südlich gelegenen Angus L. Macdonald Bridge verantwortlich. Die vierspurigen Brücke ist Teil des Highway 111, der entsprechende Streckenabschnitt ist mautpflichtig.
Im Frühjahr 2023 wurde bekannt, dass sich die Brücke dem Ende ihrer Lebensdauer nähert, aktuell wird darüber diskutiert, ob die Brücke bis 2040 entweder repariert oder ersetzt wird.